# Стирська Єлизавета Яківна

Сергій Єсенін і Єлизавета Стирська. Москва, 1921 — початок 1922 року

Єлизаве́та Я́ківна Сти́рська (рос. Елизавета Яковлевна Стырская, «Сти́рська» — літературний псевдонім, справжнє прізвище Фурман; 1898, Рожище, Луцький повіт, Волинська губернія — 1947) — українська російськомовна письменниця і поетеса.

## Біографія
Одеська поетеса, відома в поетичному середовищі як «Ліка Стирська», у 16 років познайомилася з Емілем Кротким. Вона одружилася з ним і підштовхнула його до переїзду у Петроград. Вона ж влаштувала знайомство Кроткого із Сергієм Єсеніним та Анатолієм Марієнгофом, коли ті приїжджали до Харкова у 1920 році, де в той час працював Кроткий в українському телеграфному агентстві УкрРОСТА. Єсенін називав їх «Ведмедики» або «Кроткі» і тепло до них ставився. Стосунки між подружжям похолоділи після роману Єлизавети з письменником Всеволодом Івановим, і згодом вони розлучились.

## Творчість
Авторка збірки еротичних віршів «Каламутне вино» («рос. Мутное вино»), яка вийшла 1922 року в Москві накладом 300 нумерованих примірників. До збірки увійшло 11 віршів. 1997 року в Челябінську Товариство любителів російської словесності факсимільно перевидало збірку Стирської накладом 100 нумерованих примірників. Вона також почала писати прозовий роман «Ляпас», який описував життя учениці старших класів у єврейському містечку, але твір лишився недописаним.
Єлизавета Стирська також є авторкою спогадів про Сергія Єсеніна та Айседору Дункан «Поет і танцівниця». Спогади Стирської були опубліковані під час її перебування в Берліні в берлінській газеті «Die Welt am Abend» від 13 грудня 1928 року до 2 січня 1929 року в 14 номерах. У перекладі російською мовою вперше опубліковані 1999 року в № 12 журналу «Знамя».